# Polynemus aquilonaris
Polynemus aquilonaris is een straalvinnige vissensoort uit de familie van draadvinnigen (Polynemidae). De wetenschappelijke naam van de soort is voor het eerst geldig gepubliceerd in 2003 door Motomura.